# Броненосные крейсера типа «Асама»
Тип «Асама» (яп. 浅間型装甲巡洋艦) — тип японских броненосных крейсеров. Были спроектированы и построены в Великобритании и представляли собой усовершенствованную версию чилийского «О’Хиггинса». В 1896—1899 годах на верфях фирмы Armstrong Whitworth в Великобритании были построены два корабля этого типа. Они приняли самое активное участие в Русско-японской войне, с самого первого дня (включая бой «Асамы» и др. крейсеров с крейсером «Варяг»), и в том числе в Цусимском сражении, где оба получили повреждения. Также эти корабли принимали участие в Первой мировой войне. После неё, «Асама» был переоборудован в учебно-тренировочное судно в 1921 году и служил в этой роли, а позднее — как плавучая казарма, вплоть до 1945 года. «Токива» был переоборудован в минный заградитель в 1922 году и в этой роли принял участие во Второй мировой войне, будучи затоплен после повреждений при налёте авиации 9 августа 1945 года.

## Конструкция
Проект создал сэр Филип Уоттс. Поектировались на верфях в Эльзвике для чилийского флота.
В отличие от большинства броненосных крейсеров других морских держав, которые предназначались в первую очередь для действий на торговых путях и дальней разведки, главной задачей этих кораблей было участие в эскадренном сражении вместе с броненосцами против Аргентинских броненосных крейсеров.
Гладкопалубный корпус с небольшой седловатостью и незначительным завалом борта в районе миделя, строился из мягкой судостроительной (сименс-мартеновской) стали по смешанной системе набора корпуса.

### Бронирование
Крейсера имели гарвей-никелевое бронирование. В средней части корпуса 178-мм секция длиной 62,18 м, которая прикрывала котельные и машинные отделения, отсеки подводных торпедных аппаратов и часть погребов боезапаса. Далее в нос и корму она продлевалась участками 127-мм брони, обеспечивавшими защиту оставшимся снарядным и зарядным погребам и доводящими общую длину толстой части пояса до 86,56 м. Оконечности крейсеров были защищены поясом по ватерлинии толщиной 88-89 мм, плиты которого устанавливались непосредственно на бортовую обшивку, без тиковой подкладки, плюс карапасом 51 мм толщиной. Защиту по ватерлинии усиливали 51-мм скосы палубы, которые спускались на 1,53 м ниже уровня воды и служили опорой для плит пояса. Горизонтальная часть этой палубы толщиной 51-мм, проходила на высоте 0,61 м над ватерлинией, над котельными и машинными отделениями. Далее палуба, имея форму карапаса, плавно опускалась к форштевню и ахтерштевню до уровня нижней кромки броневого пояса.
Длина и толщина верхнего пояса толщиной 127 мм были скромнее — 65,2 м.
Башни и барбеты ГК крейсеров имели защиту в 152 мм.

### Вооружение
Основу вооружения «Асам» составили новые 203-миллиметровые 45-калиберные «армстронговские» орудия. Они имели принятое в то время в Великобритании проволочное скрепление стволов и поршневой затвор. Пушки располагались в двухорудийных башенных артустановках.
Для наведения башни имели гидравлический привод, кроме того электрический и ручной — в качестве резервных.
Отличительной особенностью была конструкция артиллерийских башен главного калибра — часть боекомплекта в 62 снаряда на орудие находился в башне, которая сама играла роль орудийных погребов. Остальные снаряды и все заряды, как более пожароопасные, хранились в погребах под броневой палубой и подавались наверх одним общим элеватором. За один цикл элеватор мог поднять два заряда или снаряда. Скорострельность равнялась 3 выстрелам в минуту, до израсходования снарядов в башне, после этого темп стрельбы резко падал.

## Представители
| Название    | Закладка        | Спуск на воду | Вступление в строй | Судьба                                                                  |
| ----------- | --------------- | ------------- | ------------------ | ----------------------------------------------------------------------- |
| Асама 浅間  | 20 октября 1896 | 22 марта 1898 | 18 марта 1899      | учебно-тренировочное судно с 1921, пущен на слом в 1947                 |
| Токива 常盤 | 6 января 1897   | 6 июля 1898   | 18 мая 1899        | минный заградитель с 1922, затоплен после налёта авиации 9 августа 1945 |